# Château de la Mare (Cavigny)
Pour les articles homonymes, voir Château de la Mare.
Le château de la Mare est une demeure du XVIIe siècle qui se dresse sur le territoire de la commune française de Cavigny, dans le département de la Manche, en région Normandie.

## Localisation
Le château est situé à 2 km à l'ouest du bourg de Cavigny, dans le département français de la Manche.

## Historique
Le château fut construit en 1630 par Michel de Saint-Martin, drapier à Saint-Lô, sieur de Cavigny, anobli en 1614 et qui avait acquis le fief de la Mare,.

## Protection
Le château est inscrit au titre des Monuments historiques depuis le 14 mars 1944.